# Système de zones humides de Hedmarksvidda
Le système de zones humides de Hedmarksvidda est un site ramsar situé dans les communes de Løten, Hamar et Ringsaker , Innlandet. Ce système est composé de trois réserves naturelles, qui constituent de précieux marais:
- Réserve naturelle d'Endelausmyrene, créée en 1981
- Réserve naturelle de Brumundsjøen-Harasjømyra, créée en 1981 et élargie en 2014 [2]
- Réserve naturelle de Lavsjømyrene-Målikjølen, créée en 2001